# Gourmandises (canción)
«Gourmandises» («golosinas») es el nombre del 4.º sencillo de Alizée de su disco Gourmandises. Fue lanzado en agosto de 2001.

## Video
En el video se puede ver a Alizée, junto a unas amigas, comiendo golosinas y cosas así, en lo que, al parecer es un pícnic junto a un lago.

## Sencillo
CD-Single Polydor
Gourmandises (4:16)
Gourmandises (Instrumental) (4:10)
CD-Maxi Polydor
Gourmandises (Single Version) (4:10)
Gourmandises (Les Baisers Dance Mix) (8:25)
Gourmandises (Loup y es-tu? Groovy Mix) (6:30)
Gourmandises (Remix Gourmand) (5:35)
Digital download
Gourmandises (4:16)
French 12" vinyl single
A Side:
Gourmandises (Les Baisers Dance Mix) (8:25)
B Side:
Gourmandises (Single Version) (4:10)
Gourmandises (Loup y es-tu? Groovy Mix) (6:30)